# Каленчук, Василий Андреевич
Васи́лий Андре́евич Каленчу́к (5 июля 1925, село Житники, Винницкая область, УССР, СССР — 11 апреля 1981, Архангельск, Российская Федерация) — советский  актёр театра, Заслуженный артист РСФСР (1971).

## Биография
Василий Каленчук родился 5 июля 1925 года в селе Хижинцы, Винницкой области Украины. Участвовал в Великой Отечественной войне. В январе 1947 года поступил на службу в Архангельского Большого драматического театра (ныне — Архангельский театр драмы имени М. В. Ломоносова) в качестве артиста вспомогательного состава. Учителями Каленчука были сцена и ведущие актеры театра: Борис Горшенин, Клавдия Кулагина, Сергей Плотников, Д.С.Алексеев, М.Н.Корнилов. В 1950 году он был переведён в основной состав труппы, впоследствии став одним из ведущих артистов театра.
Василий Каленчук был ярким, разноплановым актёром, в основном тяготевшим к глубокой социально-психологической драме. Он создавал непростые характеры, сильные в классической русской, зарубежной и современной драматургии.  За 33 года работы в театре, он сыграл более ста ролей.
Самыми яркими ролями Василия Андреевич были: Мересьев в спектакле «Настоящий человек», Яков Прокопьевич в спектакле «Не стреляйте в белых лебедей», кардинал Ришельё в спектакле «Три мушкетёра», Борис Годунов в спектакле «Борис Годунов» и  роль Ленина в спектакле «Между ливнями».
11 апреля 1981 года, заслуженный артист РСФСР, ведущий актёр Архангельского театра драмы имени М.В. Ломоносова Владимир Каленчук скончался. Он был похоронен на Соломбальском кладбище Архангельска.

## Признание и награды
- Заслуженный артист РСФСР (1971)
- медали

## Творчество

### Роли в театре
- 1954 — Борис («Страницы жизни» В.Розова)
- 1955 — Андрей («В добрый час» В.Розова)
- 1955 — Мересьев («Настоящий человек» Т.Лондона по Б.Полевому)
- 1964 — Анучкин («Женитьба» Н.Гоголя)
- 1971 — Артур-Овод («Итальянская трагедия» Э.Войнич)
- 1976 — Яков Прокопьевич («Не стреляйте в белых лебедей» Б.Васильева)
- 1976 — кардинал Ришельё («Три мушкетёра» А.Дюма)
- 1977 — Ермаков («Ожидание» А.Арбузова)
- 1977 — Ленин («Между ливнями» А.Штейна)
- 1978 — Лукашин («Две зимы и три лета» Ф.Абрамова)
- 1979 — Борис Годунов («Борис Годунов» А.Пушкина)
- 1980 — «Синие кони на красной траве» М.Шатрова)